# Moacir (ur. 1936)
Moacir, właśc. Moacyr Claudino Pinto (ur. 18 maja 1936 w São Paulo) – piłkarz brazylijski, występujący na pozycji ofensywnego pomocnika.

## Kariera klubowa
Karierę piłkarską zaczął w klubie CR Flamengo, gdzie grał w latach 1956–1961. Z Flamengo wygrał Turniej Rio-São Paulo w 1960 roku.
W 1960 przeszedł do argentyńskiego River Plate. W klubie z Buenos Aires grał do 1962 roku. W 1952 roku przeszedł do urugwajskiego CA Peñarol, w którym grał do 1963. Z Penarolem zdobył mistrzostwo Urugwaju w 1962. W 1963 przeszedł do ekwadorskiego Everest FC, gdzie grał do 1964, po czym przeszedł do Barcelona SC, w którym grał do końca kariery, którą skończył w 1966 roku. Z Barceloną zdobył mistrzostwo Ekwadoru w 1966 roku.

## Kariera reprezentacyjna
W reprezentacji Brazylii Moacir zadebiutował 11 czerwca 1957 w meczu z reprezentacją Portugalii. W tym samym roku zdobył z ekipą canarinhos Puchar Roca pokonując reprezentację Argentyny. Rok później był członkiem kadry na mistrzostwa świata w Szwecji, na których Brazylia wywalczyła mistrzostwo świata, jednakże nie zagrał w żadnym meczu. Ostatni raz w barwach canarinhos wystąpił 12 lipca 1960 w meczu z reprezentacją Argentyny w Turnieju Atlantyckim. Ogółem w reprezentacji wystąpił w 5 meczach i strzelił 2 bramki.